# Miquel Joan de Padrines
Miquel Joan de Padrines va néixer a Felanitx (Mallorca) l'any 1754 i va morir l'any 1873. Fou un escriptor felanitxer. Va estudiar a Palma i es va treure la carrera de filosofia. També fou el notari públic de Felanitx. Va ajudar a Gaspar Melchor de Jovellanos a escriure els treballs històrics de Mallorca proporcionant-li diversos documents. Ha deixat diverses obres sense publicar, com per exemple "Pintura histórica de la villa de Felanitx", "Historia eclesiástica de la villa de Felanitx" i "Observaciones médico-quirúrgicas".